# Miguel de la Torre
Miguel de la Torre y Pando, conde de Torrepando (Bernales, 13 de dezembro de 1786 — Madrid, 27 de maio de 1843) foi um general espanhol, governador e capitão-general que serviu na Espanha, Venezuela, Colômbia e Porto Rico durante a guerra da independência da América Espanhola e depois.
Aos quatorze anos, alistou-se no exército espanhol como soldado durante a guerra da Segunda Coligação e distinguiu-se rapidamente. Quatro anos mais tarde, se juntou a Garde du Corps. Lutou bem durante a guerra da independência espanhola, alcançando o nível de coronel em 1814. No ano seguinte, foi atribuído à expedição militar à América do Sul conduzida por Pablo Morillo, e participou da reconquista espanhola de Nova Granada.
Promovido a brigadeiro, depois que a Nova Granada foi subjugada, La Torre liderou um exército monarquista nos llanos colombianos e venezuelano. Ali ele defendeu sem sucesso Angostura (atual Ciudad Bolívar) contra Manuel Piar em abril de 1817, e levou as forças legalistas descendo o rio Orinoco, atingindo o Oceano Atlântico. Durante os próximos três anos, continuou servindo no exército espanhol da Venezuela. Durante esse período, casou-se com uma criola pertencente a uma poderosa família venezuelana, María de la Concepción Vegas y Rodríguez del Toro, prima de Francisco Rodríguez del Toro, Marquesado del Toro e de Fernando Rodríguez del Toro, irmã de Fernando Rodríguez del Toro e prima da esposa de Simón Bolívar, María Teresa del Toro Alayza.

## Porto Rico
Em 1822, o governo nomeou-o capitão-general de Porto Rico, chegando à ilha em dezembro de 1823. No ano seguinte, foi também nomeado governador da ilha. Em colaboração com o seu intendente, Dr. José Domingo Díaz, a quem conhecia desde a sua estadia na Venezuela, a principal preocupação de La Torre impedia uma rebelião na ilha. Cuidadosamente, controlando o governo, insistiu uma política que ele chamou de "dança, bebida e dados" (baile, botella y baraja, semelhante aos romanos "pão e circo"), sugerindo que a população bem entretida não pensará sobre a revolução. Apesar da desconfiança do La Torre de tendências liberais da ilha, sua longa administração foi fundamental para o desenvolvimento em grande escala da produção de cana-de-açúcar na ilha, algo que havia sido criado décadas antes em Cuba. Além disso, continuou apoiando de Porto Rico as poucas bandas de guerrilha monarquista que existia na Venezuela.
Como governador e capitão-general, supervisionou a restauração provisória da constituição espanhola de 1812, em 1836, enquanto que uma nova constituição foi escrita.